# کمیته المپیک اوگاندا
کمیته المپیک اوگاندا (انگلیسی: Uganda Olympic Committee)  یک سازمان ورزشی است که نماینده کشور اوگاندا در کمیته بین‌المللی المپیک می‌باشد.
این سازمان که در سال ۱۹۵۶ تأسیس شده مسئول آماده‌سازی و اعزام ورزشکاران به بازی‌های المپیک، بازی‌های المپیک جوانان و بازی‌های آفریقایی است.